# Aleš Debeljak
Aleš Debeljak (25. prosince 1961, Lublaň, Jugoslávie – 28. ledna 2016, Peračica) byl jugoslávský, posléze slovinský spisovatel.

## Život a dílo
Aleš Debeljak studoval filosofii, srovnávací literární vědu a sociologii v Lublani a ve Spojených státech amerických. Žil se svojí americkou manželkou a třemi dětmi v Lublani. Věnoval se psaní poesie a drobné prózy.
Zemřel na konci ledna roku 2016 při dopravní nehodě.

## České překlady
Jeho dílo převáděl do češtiny ze slovinštiny český překladatel František Benhart.
- Temné nebe Ameriky: eseje (orig. 'Temno nebo Amerike'). 1. vyd. Brno: Host, 2000. 147 S. Překlad: Martina a Pavel Šaradínovi
- Město a dítě (orig. 'Mesto in otrok'). 1. vyd. Praha: Mladá fronta, 1999. 66 S. Překlad a doslov: František Benhart
- Svěrací kazajka anonymity. 1. vyd. Praha: Volvox Globator, 1999. 134 S. Překlad: František Benhart a Jana Špirudová
- Katalog prachu. V Olomouci: Votobia, 1996. 92 S. Překlad: František Benhart; doslov: Aleš Berger (Pozn.: výbor z Imena smrti, Slovar tišine, Minute strahu)
- Soumrak idolů (orig. 'Zaton idolov'). 1. vyd. V Olomouci: Votobia, 1996. 89 S. Překlad: František Benhart